# EHF Challenge Cup der Frauen 2002/03
Am EHF Challenge Cup 2002/03 nahmen 34 Handball-Vereinsmannschaften teil, die sich in der vorangegangenen Saison in ihren Heimatländern für den Wettbewerb qualifiziert hatten. Es war die 3. Austragung des Challenge Cups unter diesem Namen. Die Pokalspiele begannen am 4. Oktober 2002, das Rückrundenfinale fand am 18. Mai 2003 statt. Titelverteidiger des EHF Challenge Cups war der rumänische Verein Universitatea Remin Deva. Der Titelgewinner in der Saison war der deutsche Verein Borussia Dortmund.

## 1. Runde
Es nahmen 4 Teams, die sich vorher für den Wettbewerb qualifiziert hatten, teil. Die Spiele fanden vom 4.–6. Oktober 2002 statt.

### Qualifizierte Teams
| - ŽRK Galeb Mostar - SHK Horodnitschanka Hrodna | - Dossobuono Verona - ZMC Amicitia Zürich |

### Ausgeloste Spiele & Ergebnisse
| Mannschaft 1               | Mannschaft 2      | Hinspiel          | Rückspiel         | Gesamt  |
| -------------------------- | ----------------- | ----------------- | ----------------- | ------- |
| ZMC Amicitia Zürich        | ŽRK Galeb Mostar  | 05.10.02          | 06.10.02          | 75 : 49 |
| ZMC Amicitia Zürich        | ŽRK Galeb Mostar  | 38 : 25 (23 : 10) | 37 : 24 (18 : 10) | 75 : 49 |
| ZMC Amicitia Zürich        | ŽRK Galeb Mostar  | 250 Zuschauer     | 300 Zuschauer     | 75 : 49 |
| SHK Horodnitschanka Hrodna | Dossobuono Verona | 04.10.02          | 05.10.02          | 65 : 75 |
| SHK Horodnitschanka Hrodna | Dossobuono Verona | 31 : 38 (17 : 19) | 34 : 37 (12 : 18) | 65 : 75 |
| SHK Horodnitschanka Hrodna | Dossobuono Verona | 150 Zuschauer     | 250 Zuschauer     | 65 : 75 |

## 2. Runde
Es nahmen 30 Teams, die sich vorher für den Wettbewerb qualifiziert hatten, sowie die zwei Sieger der 1. Runde teil. Die Spiele fanden vom 4.–12. Januar 2003 statt.

### Qualifizierte Teams
| - Admira Landhaus Wien - U. Flaga Korneuburg - Initia H.C. Hasselt - ŽRK Jedinstvo Tuzla - Universität Homel - Pirin Blagoewgrad - RK Trešnjevka - ŽRK Split Kaltenberg - Panell. Lefkosias-Nicosia - HIFK Comets Helsinki - S.A. Mérignacais HB - Toulon Feminin - Borussia Dortmund - DJK / MJC Trier - A.O. Thriamvos Ormi Patras - GS Elpides Drama | - Dossobuono Verona - Pallamano Elpe Altamura - RK Mlaz Bogdanci - RK Skopje - Nata AZS-AWFiS Gdańsk - Colégio de Gaia - CS Madeira - HC Selmont Baia Mare - Uni Ursus Cluj - Universitatea Remin Deva - TSV St. Otmar St. Gallen - ZMC Amicitia Zürich - Skuru IK - Kastamonu Genglik MSK - HK Dniprjanka Cherson - Karpaty Uschhorod |

### Ausgeloste Spiele & Ergebnisse
| Mannschaft 1               | Mannschaft 2              | Hinspiel          | Rückspiel         | Gesamt  |
| -------------------------- | ------------------------- | ----------------- | ----------------- | ------- |
| ZMC Amicitia Zürich        | DJK / MJC Trier           | 05.01.03          | 11.01.03          | 42 : 60 |
| ZMC Amicitia Zürich        | DJK / MJC Trier           | 21 : 32 (16 : 17) | 21 : 28 (8 : 13)  | 42 : 60 |
| ZMC Amicitia Zürich        | DJK / MJC Trier           | 500 Zuschauer     | 650 Zuschauer     | 42 : 60 |
| HIFK Comets Helsinki       | Nata AZS-AWFiS Gdańsk     | 04.01.03          | 05.01.03          | 29 : 78 |
| HIFK Comets Helsinki       | Nata AZS-AWFiS Gdańsk     | 21 : 39 (7 : 20)  | 8 : 39 (4 : 23)   | 29 : 78 |
| HIFK Comets Helsinki       | Nata AZS-AWFiS Gdańsk     | 150 Zuschauer     | 100 Zuschauer     | 29 : 78 |
| TSV St. Otmar St. Gallen   | Dossobuono Verona         | 04.01.03          | 05.01.03          | 59 : 57 |
| TSV St. Otmar St. Gallen   | Dossobuono Verona         | 36 : 28 (20 : 15) | 23 : 29 (8 : 12)  | 59 : 57 |
| TSV St. Otmar St. Gallen   | Dossobuono Verona         | 700 Zuschauer     | 500 Zuschauer     | 59 : 57 |
| HC Selmont Baia Mare       | Initia H.C. Hasselt       | 04.01.03          | 05.01.03          | 53 : 34 |
| HC Selmont Baia Mare       | Initia H.C. Hasselt       | 30 : 17 (14 : 8)  | 23 : 17 (10 : 9)  | 53 : 34 |
| HC Selmont Baia Mare       | Initia H.C. Hasselt       | 200 Zuschauer     | 50 Zuschauer      | 53 : 34 |
| Colégio de Gaia            | CS Madeira                | 05.01.03          | 12.01.03          | 42 : 41 |
| Colégio de Gaia            | CS Madeira                | 19 : 20 (6 : 12)  | 23 : 21 (10 : 8)  | 42 : 41 |
| Colégio de Gaia            | CS Madeira                | 250 Zuschauer     | 200 Zuschauer     | 42 : 41 |
| Panell. Lefkosias-Nicosia  | HK Dniprjanka Cherson     | 04.01.03          | 05.01.03          | 35 : 66 |
| Panell. Lefkosias-Nicosia  | HK Dniprjanka Cherson     | 16 : 35 (9 : 19)  | 19 : 31 (9 : 15)  | 35 : 66 |
| Panell. Lefkosias-Nicosia  | HK Dniprjanka Cherson     | 100 Zuschauer     | 50 Zuschauer      | 35 : 66 |
| A.O. Thriamvos Ormi Patras | ŽRK Jedinstvo Tuzla       | 10.01.03          | 12.01.03          | 49 : 26 |
| A.O. Thriamvos Ormi Patras | ŽRK Jedinstvo Tuzla       | 23 : 12 (15 : 5)  | 26 : 14 (11 : 8)  | 49 : 26 |
| A.O. Thriamvos Ormi Patras | ŽRK Jedinstvo Tuzla       | 200 Zuschauer     | 250 Zuschauer     | 49 : 26 |
| Skuru IK                   | Kastamonu Genglik MSK     | 11.01.03          | 12.01.03          | 71 : 46 |
| Skuru IK                   | Kastamonu Genglik MSK     | 39 : 21 (22 : 10) | 32 : 25 (14 : 13) | 71 : 46 |
| Skuru IK                   | Kastamonu Genglik MSK     | 300 Zuschauer     | 300 Zuschauer     | 71 : 46 |
| RK Mlaz Bogdanci           | GS Elpides Drama          | 04.01.03          | 11.01.03          | 40 : 46 |
| RK Mlaz Bogdanci           | GS Elpides Drama          | 24 : 23 (12 : 9)  | 16 : 23 (7 : 15)  | 40 : 46 |
| RK Mlaz Bogdanci           | GS Elpides Drama          | 400 Zuschauer     | 450 Zuschauer     | 40 : 46 |
| Toulon Feminin             | Uni Ursus Cluj            | 04.01.03          | 11.01.03          | 38 : 60 |
| Toulon Feminin             | Uni Ursus Cluj            | 18 : 26 (11 : 8)  | 20 : 34 (5 : 18)  | 38 : 60 |
| Toulon Feminin             | Uni Ursus Cluj            | 600 Zuschauer     | 2500 Zuschauer    | 38 : 60 |
| Pallamano Elpe Altamura    | S.A. Mérignacais HB       | 04.01.03          | 12.01.03          | 49 : 72 |
| Pallamano Elpe Altamura    | S.A. Mérignacais HB       | 27 : 36 (14 : 17) | 22 : 36 (11 : 18) | 49 : 72 |
| Pallamano Elpe Altamura    | S.A. Mérignacais HB       | 100 Zuschauer     | 700 Zuschauer     | 49 : 72 |
| Universitatea Remin Deva   | Borussia Dortmund         | 04.01.03          | 12.01.03          | 44 : 47 |
| Universitatea Remin Deva   | Borussia Dortmund         | 24 : 20 (15 : 11) | 20 : 27 (12 : 16) | 44 : 47 |
| Universitatea Remin Deva   | Borussia Dortmund         | 1200 Zuschauer    | 1200 Zuschauer    | 44 : 47 |
| RK Trešnjevka              | ŽRK Split Kaltenberg      | 04.01.03          | 11.01.03          | 50 : 49 |
| RK Trešnjevka              | ŽRK Split Kaltenberg      | 26 : 23 (12 : 10) | 24 : 26 (14 : 14) | 50 : 49 |
| RK Trešnjevka              | ŽRK Split Kaltenberg      | 300 Zuschauer     | 400 Zuschauer     | 50 : 49 |
| Karpaty Uschhorod          | Pirin Blagoewgrad         | 11.01.03          | 12.01.03          | 44 : 56 |
| Karpaty Uschhorod          | Pirin Blagoewgrad         | 22 : 31 (9 : 16)  | 22 : 25 (7 : 14)  | 44 : 56 |
| Karpaty Uschhorod          | Pirin Blagoewgrad         | 300 Zuschauer     | 250 Zuschauer     | 44 : 56 |
| U. Flaga Korneuburg        | Admira Landhaus Wien      | 11.01.03          | 12.01.03          | 55 : 35 |
| U. Flaga Korneuburg        | Admira Landhaus Wien      | 33 : 8 (18 : 9)   | 22 : 17 (9 : 6)   | 55 : 35 |
| U. Flaga Korneuburg        | Admira Landhaus Wien      | - Zuschauer       | 350 Zuschauer     | 55 : 35 |
| Universität Homel          | RK Skopje kampflos weiter | 11.01.03          | 12.01.03          | 0 : 20  |
| Universität Homel          | RK Skopje kampflos weiter | 0 : 10 (- : -)    | 0 : 10 (- : -)    | 0 : 20  |
| Universität Homel          | RK Skopje kampflos weiter | - Zuschauer       | - Zuschauer       | 0 : 20  |

## Achtelfinale
Es nahmen die 16 Sieger der 2. Runde teil. Die Spiele fanden vom 14. bis 23. Februar 2003 statt.

### Qualifizierte Teams
| - U. Flaga Korneuburg - Pirin Blagoewgrad - RK Trešnjevka - S.A. Mérignacais HB - Borussia Dortmund - DJK / MJC Trier - A.O. Thriamvos Ormi Patras - GS Elpides Drama | - RK Skopje - Nata AZS-AWFiS Gdańsk - Colégio de Gaia - HC Selmont Baia Mare - Uni Ursus Cluj - TSV St. Otmar St. Gallen - Skuru IK - HK Dniprjanka Cherson |

### Ausgeloste Spiele & Ergebnisse
| Mannschaft 1          | Mannschaft 2               | Hinspiel          | Rückspiel         | Gesamt  |
| --------------------- | -------------------------- | ----------------- | ----------------- | ------- |
| RK Trešnjevka         | S.A. Mérignacais HB        | 15.02.03          | 22.02.03          | 47 : 54 |
| RK Trešnjevka         | S.A. Mérignacais HB        | 27 : 26 (10 : 13) | 20 : 28 (7 : 15)  | 47 : 54 |
| RK Trešnjevka         | S.A. Mérignacais HB        | 500 Zuschauer     | 1500 Zuschauer    | 47 : 54 |
| Pirin Blagoewgrad     | Uni Ursus Cluj             | 16.02.03          | 22.02.03          | 42 : 52 |
| Pirin Blagoewgrad     | Uni Ursus Cluj             | 22 : 27 (10 : 14) | 20 : 25 (10 : 13) | 42 : 52 |
| Pirin Blagoewgrad     | Uni Ursus Cluj             | 300 Zuschauer     | 900 Zuschauer     | 42 : 52 |
| Skuru IK              | GS Elpides Drama           | 15.02.03          | 16.02.03          | 60 : 35 |
| Skuru IK              | GS Elpides Drama           | 26 : 18 (15 : 8)  | 34 : 17 (16 : 10) | 60 : 35 |
| Skuru IK              | GS Elpides Drama           | 457 Zuschauer     | 500 Zuschauer     | 60 : 35 |
| Nata AZS-AWFiS Gdańsk | TSV St. Otmar St. Gallen   | 15.02.03          | 23.02.03          | 71 : 58 |
| Nata AZS-AWFiS Gdańsk | TSV St. Otmar St. Gallen   | 41 : 28 (17 : 12) | 30 : 30 (16 : 14) | 71 : 58 |
| Nata AZS-AWFiS Gdańsk | TSV St. Otmar St. Gallen   | 1100 Zuschauer    | 400 Zuschauer     | 71 : 58 |
| Borussia Dortmund     | HK Dniprjanka Cherson      | 21.02.03          | 23.02.03          | 57 : 35 |
| Borussia Dortmund     | HK Dniprjanka Cherson      | 30 : 23 (16 : 13) | 27 : 12 (14 : 8)  | 57 : 35 |
| Borussia Dortmund     | HK Dniprjanka Cherson      | 300 Zuschauer     | 350 Zuschauer     | 57 : 35 |
| DJK / MJC Trier       | RK Skopje                  | 15.02.03          | 16.02.03          | 72 : 36 |
| DJK / MJC Trier       | RK Skopje                  | 36 : 18 (20 : 11) | 36 : 18 (19 : 7)  | 72 : 36 |
| DJK / MJC Trier       | RK Skopje                  | 600 Zuschauer     | 450 Zuschauer     | 72 : 36 |
| Colégio de Gaia       | A.O. Thriamvos Ormi Patras | 14.02.03          | 15.02.03          | 37 : 55 |
| Colégio de Gaia       | A.O. Thriamvos Ormi Patras | 17 : 26 (6 : 14)  | 20 : 29 (7 : 17)  | 37 : 55 |
| Colégio de Gaia       | A.O. Thriamvos Ormi Patras | 420 Zuschauer     | 300 Zuschauer     | 37 : 55 |
| U. Flaga Korneuburg   | HC Selmont Baia Mare       | 22.02.03          | 23.02.03          | 38 : 61 |
| U. Flaga Korneuburg   | HC Selmont Baia Mare       | 24 : 32 (8 : 15)  | 14 : 29 (8 : 13)  | 38 : 61 |
| U. Flaga Korneuburg   | HC Selmont Baia Mare       | 200 Zuschauer     | 200 Zuschauer     | 38 : 61 |

## Viertelfinale
Es nahmen die 8 Sieger des Achtelfinales teil. Die Spiele fanden vom 15. bis 22. März 2003 statt.

### Qualifizierte Teams
| - S.A. Mérignacais HB - Borussia Dortmund - DJK / MJC Trier - A.O. Thriamvos Ormi Patras | - Nata AZS-AWFiS Gdańsk - HC Selmont Baia Mare - Uni Ursus Cluj - Skuru IK |

### Ausgeloste Spiele & Ergebnisse
| Mannschaft 1               | Mannschaft 2          | Hinspiel          | Rückspiel         | Gesamt  |
| -------------------------- | --------------------- | ----------------- | ----------------- | ------- |
| S.A. Mérignacais HB        | HC Selmont Baia Mare  | 16.03.03          | 22.03.03          | 48 : 50 |
| S.A. Mérignacais HB        | HC Selmont Baia Mare  | 31 : 27 (17 : 16) | 17 : 23 (10 : 11) | 48 : 50 |
| S.A. Mérignacais HB        | HC Selmont Baia Mare  | 1100 Zuschauer    | 2200 Zuschauer    | 48 : 50 |
| A.O. Thriamvos Ormi Patras | Borussia Dortmund     | 15.03.03          | 22.03.03          | 43 : 50 |
| A.O. Thriamvos Ormi Patras | Borussia Dortmund     | 24 : 22 (13 : 12) | 19 : 28 (11 : 15) | 43 : 50 |
| A.O. Thriamvos Ormi Patras | Borussia Dortmund     | 400 Zuschauer     | 500 Zuschauer     | 43 : 50 |
| Uni Ursus Cluj             | Nata AZS-AWFiS Gdańsk | 15.03.03          | 22.03.03          | 53 : 59 |
| Uni Ursus Cluj             | Nata AZS-AWFiS Gdańsk | 26 : 30 (15 : 17) | 27 : 29 (14 : 13) | 53 : 59 |
| Uni Ursus Cluj             | Nata AZS-AWFiS Gdańsk | 2200 Zuschauer    | 1000 Zuschauer    | 53 : 59 |
| DJK / MJC Trier            | Skuru IK              | 15.03.03          | 22.03.03          | 56: 52  |
| DJK / MJC Trier            | Skuru IK              | 29 : 27 (11 : 13) | 27 : 25 (13 : 11) | 56: 52  |
| DJK / MJC Trier            | Skuru IK              | 900 Zuschauer     | 850 Zuschauer     | 56: 52  |

## Halbfinale
Es nahmen die 4 Sieger aus dem Viertelfinale teil. Die Spiele fanden vom 5. bis 12. April 2003 statt.

### Qualifizierte Teams
| - Borussia Dortmund - DJK / MJC Trier | - Nata AZS-AWFiS Gdańsk - HC Selmont Baia Mare |

### Ausgeloste Spiele & Ergebnisse
| Mannschaft 1          | Mannschaft 2         | Hinspiel          | Rückspiel         | Gesamt  |
| --------------------- | -------------------- | ----------------- | ----------------- | ------- |
| Nata AZS-AWFiS Gdańsk | HC Selmont Baia Mare | 05.04.03          | 12.04.03          | 42 : 46 |
| Nata AZS-AWFiS Gdańsk | HC Selmont Baia Mare | 24 : 19 (12 : 9)  | 18 : 27 (10 : 12) | 42 : 46 |
| Nata AZS-AWFiS Gdańsk | HC Selmont Baia Mare | 1500 Zuschauer    | 2000 Zuschauer    | 42 : 46 |
| Borussia Dortmund     | DJK / MJC Trier      | 06.04.03          | 12.04.03          | 56: 55  |
| Borussia Dortmund     | DJK / MJC Trier      | 29 : 22 (16 : 11) | 27 : 33 (13 : 19) | 56: 55  |
| Borussia Dortmund     | DJK / MJC Trier      | 900 Zuschauer     | 800 Zuschauer     | 56: 55  |

## Finale
Es nahmen die 2 Sieger aus dem Halbfinale teil. Das Hinspiel fand am 11. Mai 2003 statt. Das Rückspiel fand am 18. Mai 2003 statt.

### Qualifizierte Teams
| - Borussia Dortmund | - HC Selmont Baia Mare |

### Ausgeloste Spiele & Ergebnisse
| Mannschaft 1      | Mannschaft 2         | Hinspiel         | Rückspiel        | Gesamt  |
| ----------------- | -------------------- | ---------------- | ---------------- | ------- |
| Borussia Dortmund | HC Selmont Baia Mare | 11.05.03         | 18.05.03         | 45 : 43 |
| Borussia Dortmund | HC Selmont Baia Mare | 24 : 16 (13 : 9) | 21 : 27 (8 : 13) | 45 : 43 |
| Borussia Dortmund | HC Selmont Baia Mare | 1500 Zuschauer   | 2700 Zuschauer   | 45 : 43 |